# Time Out of Joint
Time Out of Joint (deutsch: Zeit ohne Grenzen, Zeitlose Zeit, Zeit aus den Fugen) ist ein Science-Fiction-Roman von Philip K. Dick. Wie in vielen anderen Werken Dicks erweist sich die scheinbare Wirklichkeit als eine von bösartigen Mächten erzeugte Täuschung. Das Werk erschien ursprünglich 1959 in englischer Sprache, die erste deutsche Übersetzung 1962.

## Handlung
Ragle Gumm ist ein einfacher Bürger in einer amerikanischen Kleinstadt der fünfziger Jahre, der allerdings einem etwas merkwürdigen Job nachgeht. Er löst ein schwieriges Ratespiel in einer Lokalzeitung. Er findet schon seit über 3 Jahren jeden Tag aus 2108 Kästchen jenes heraus, auf dem in der nächsten Ausgabe ein grünes Männchen erscheint.
Durch einen Zufall entdeckt Ragle aber, dass an seiner vertrauten Umgebung etwas nicht stimmt. Gegenstände lösen sich vor seinen Augen auf, und er entdeckt Zeitschriften, die nicht aus der Zeit stammen können, in der er lebt. Er hört mit Hilfe einer Art Radio zufällig den Funkverkehr von unbekannten Personen mit, die in ihren Unterhaltungen Ragles Namen erwähnen und anscheinend alle über ihn Bescheid wissen. Gemeinsam mit seinem Schwager Vic und seinem Neffen Sammy geht er der Sache auf den Grund.
Wie sich herausstellt, lebt Gumm tatsächlich in der Zeit um die Wende zum 21. Jahrhundert. Es herrscht Krieg zwischen der Erde und abtrünnigen Mondkolonisten ("Lunies"), und Ragle Gumms Aufgabe ist es, die Ziele der Raketenangriffe vom Mond vorherzusehen. Seine Mitverantwortung für die Fortsetzung des Kriegs hat zu einem Nervenzusammenbruch geführt. Daraufhin hat die Regierung eine Kleinstadt der fünfziger Jahre nachgebaut und Gumm mit großem Aufwand in die heile Welt seiner Kindheit zurückversetzt, wo er ohne sein Wissen seine Aufgabe weiter erfüllt, indem er das vermeintliche Ratespiel löst.
Ragle erinnert sich an das Geheimnis, dass die Lunies schon kurz nach Beginn des Krieges Verhandlungen wollten (mit der Forderung der Kolonisierung des Mondes und der Nichtbestrafung), und dass die Regierung ohne Ragle nachgegeben hätte. So entscheidet er sich für den Übertritt zur anderen Kriegspartei, da er glaubt, dass der Krieg dann bald zu Ende sein wird, und verlässt mit einem Raumschiff der Lunies die Erde.

## Hintergrund
Der Originaltitel Time Out of Joint zitiert Shakespeares Tragödie Hamlet (1. Aufzug, 5. Szene): „The time is out of joint; O cursed spite! / That ever I was born to set it right!“ Der Roman erschien 1959 als Hardcover und wurde bei seiner Erstveröffentlichung nicht als SF vermarktet. Dick erhoffte sich vergeblich Rezensionen in der etablierten Literaturkritik; Time Out of Joint verkaufte sich in dieser Ausgabe schlecht und wurde schließlich 1965 als Paperback in einer SF-Reihe wiederveröffentlicht.
Die erste deutsche Ausgabe erschien 1962 unter dem Titel Zeit ohne Grenzen. Hinter dem Pseudonym Transgalaxis des Übersetzers verbarg sich laut Uwe Anton und der Bibliographie von Michael Nagula in Lawrence Sutins Dick-Biographie Heinz Bingenheimer; jedoch gibt auch Heinz Zwack an, diese Übersetzung erstellt zu haben. Die zweite deutsche Übersetzung stammt von Tony Westermayr und erschien 1978 als Zeitlose Zeit.  Erst die dritte Übersetzung, von Gerd Burger und Barbara Krohn, erstmals erschienen 1995, erhielt mit Zeit aus den Fugen einen Titel, der das Zitat im Originaltitel aufnimmt, in der Übersetzung von August Wilhelm Schlegel: „Die Zeit ist aus den Fugen; Schmach und Gram, / Daß ich zur Welt, sie einzurichten, kam!“
Eine sehr ähnliche Prämisse findet sich in Orson Scott Cards Science-Fiction-Roman Das große Spiel (Ender's Game) von 1985. Es gibt auch einige Parallelen im Film Die Truman Show.
Der Bayerische Rundfunk produzierte 2001 ein Hörspiel nach dem Roman. Bearbeitung und Regie: Marina Dietz. Musik: Thomas Bogenberger. Sprecher: Martin Umbach (als Ragle Gumm), Michael Tregor (als Victor), Dominik Liesegang (als Sammy), Christiane Roßbach, Tanja Schleiff, Thomas Meinhardt, Elisabeth Endriss und andere.
Im September 2019 eröffnete die Uraufführung Zeit aus den Fugen die Spielzeit am Schauspiel Hannover in der Regie von Laura Linnenbaum.

## Ausgaben
Erstausgabe:
- Time Out of Joint. Lippincott, Philadelphia 1959.

Deutsche Ausgaben:
- Zeit ohne Grenzen. Balowa-Verlag / Gebrüder Zimmermann, Balve i.W. 1962. Übersetzer: Transgalaxis (Pseudonym von Heinz Bingenheimer oder Heinz Zwack)
- Zeitlose Zeit. Goldmann, München 1978, ISBN 3-442-23269-4 (Goldmann-Science-fiction; 23269). Übersetzer: Tony Westermayr.
- Zeit aus den Fugen. Haffmans, Zürich 1995, ISBN 3-251-20186-7. Übersetzer: Gerd Burger und Barbara Krohn.
  - Neuausgabe: Zeit aus den Fugen. Heyne, München 2002, ISBN 3-453-21730-6. Übersetzer: Gerd Burger und Barbara Krohn.